# Дворін Абрам Мойсейович
Абрам Мойсейович Дворін (1897, Катеринослав, Російська імперія -1965) — радянський архітектор, головний архітектор Ростова-на-Дону (1930—1935), Сталінграда (1935—1942) та Новосибірська.

## Біографія
Народився у місті Катеринославі.
У 1922 році працював секретарем Спілки працівників водного транспорту у місті Дніпропетровську. У 1923 — секретар відділу Народного комісаріату зовнішньої торгівлі в Москві. У 1924—1925 роках — уповноважений Центрального комітету Комісії з покращення життя дітей при ВЦВК (Помдет) УРСР у Дніпропетровську. Після цього протягом кількох місяців працював секретарем контори Держторгу УРСР у Харкові.
У 1926 році Дворін працює техніком міського відділу комунального господарства міста Дніпропетровська, а 1927 — техніком-креслярем Донвугілля та техніком будівельної контори з перебудови Харківського залізничного вузла. 1927 року призначений техніком бюро інвентаризації міського комітету господарства в Харкові.
У 1928 році Абрам Мойсейович закінчив архітектурний факультет Харківського художнього інституту, отримав спеціальність «архітектор-художник». Після цього починає роботу на Південній залізниці: архітектор-стажером 3-ї дільниці служби колії, архітектором правління (1928—1930). У цей період було реалізовано його проєкти з будівництва будівлі їдальні із залом на 200 осіб на станції Кременчук, вузлова котельня станції Харків, будинки відпочинку для паровозних та кондукторських бригад на 60 місць на станції Гогольово та станції Яготин Південної залізниці. У 1929 році він проєктує Будинок вантажників на станції Севастополь, який був побудований до 1931 року.

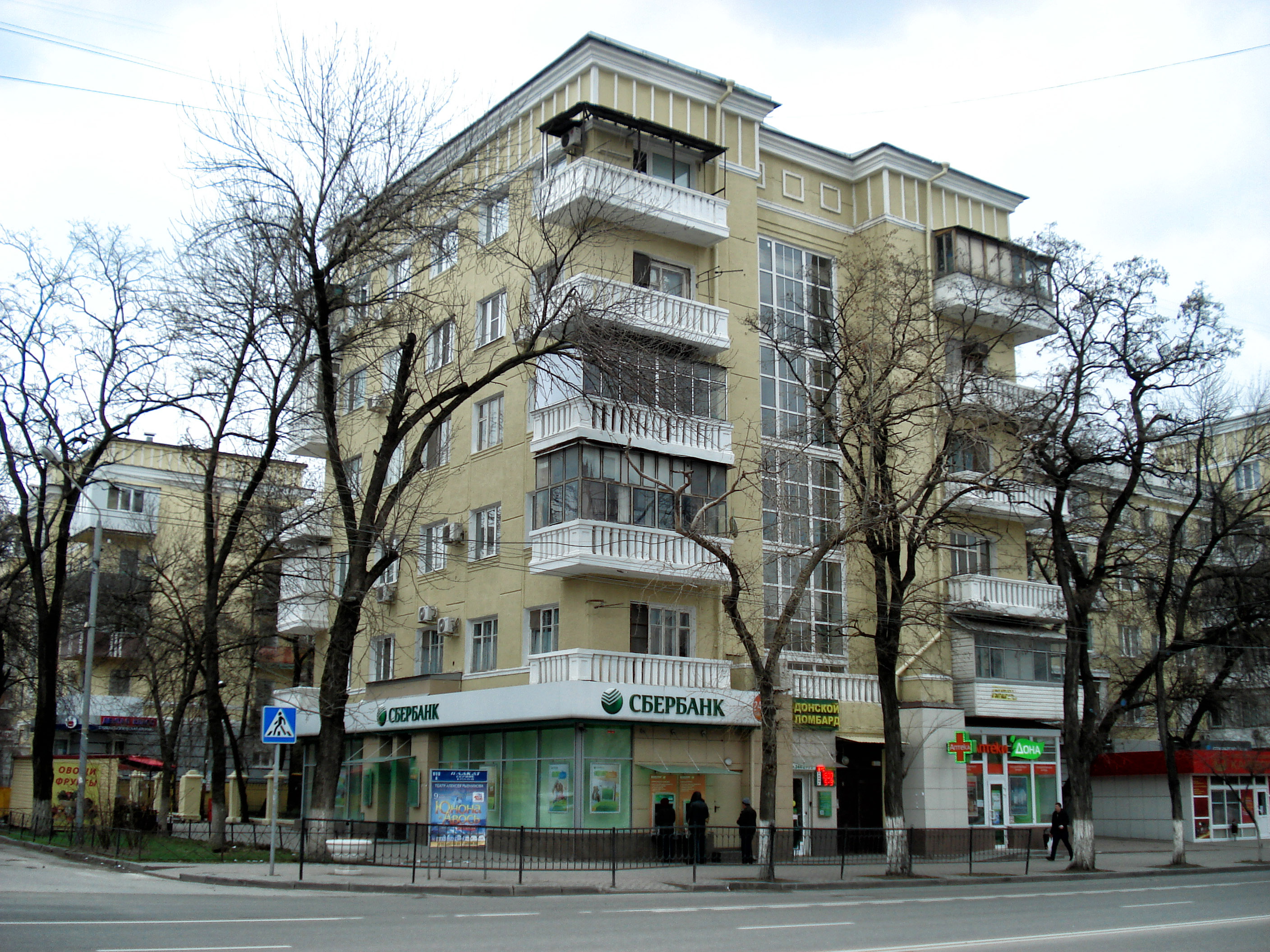
Комплекс житлових будинків постконструктивізму (будинки № 90, 92 та 94 на Будьонівському проспекті та будинок № 74 на вулиці Козлова), Ростов-на-Дону

У 1930 році Абрама Мойсейовича Дворіна призначили головним міським архітектором Міськкомгоспу міста Ростова-на-Дону. Спільно з Петром Івановичем Бучневим проєктує Андріївський житловий комбінат на Будьонівському проспекті, що був реалізований у 1933—1936 роках. Комплекс є взірцем радянського конструктивізму. Пам'ятка архітектури. У 1931—1934 роках викладав у політехнікумі шляхів сполучення, у крайовому пожежному технікумі.
У січні 1935 року Дворін став начальником архітектурно-планувального управління — головним міським архітектором Сталінграда. Незабаром після прибуття до Сталінграда Дворін написав розгромну статтю про архітектуру Сталінграда, дісталося і місцевим архітекторам, які, на його думку, змішували стилі. У 1935—1936 роках, до передачі цих робіт Гіпрогору, Дворін займається проєктуванням планування Сталінграда. У місцевій пресі докладно висвітлювався та аналізувався хід проведення детального опрацювання архітектурних ансамблів Сталінграда, автором статей виступав і сам О. М. Дворін: «Ми не можемо похвалитися якимись шедеврами, проте не можна не визнати деяких досягнень, які доводять певний ріст архітекторів та цілеспрямованість у їхніх роботах. Найближчим же часом архітектурна трансформація Сталінграда стане не проблемою, а дійсністю». Трансформація міста відбувалася відповідно до принципів, що проводилися генеральним планом реконструкції Москви 1935 року, «виходячи зі збереження основ міста, що історично склалося, але з корінним переплануванням його шляхом рішучого впорядкування мережі міських вулиць і площ».
У 1938—1940 роках в архітектурно-планувальній майстерні АПУ міськвиконкому керував роботами та брав участь у виконанні проєкту центральної набережної Сталінграда, керував роботами з планування кварталів індивідуального будівництва у Тракторозаводському районі.
Абрам Дворін перед сталінградською битвою їде до Новосибірська, де у вересні 1942 року стає головним міським архітектором.
У вересні 1951 року стає заступником головного архітектора Мінська.
1957 року виходить на пенсію.
Помер у 1965 році.